# Розендейл (Вісконсин)
Розендейл (англ. Rosendale) — селище (англ. village) в США, в окрузі Фон-дю-Лак штату Вісконсин. Населення — 1039 осіб (2020).

## Географія
Розендейл розташований за координатами 43°48′32″ пн. ш. 88°40′17″ зх. д. / 43.80889° пн. ш. 88.67139° зх. д. (43.808986, -88.671515).  За даними Бюро перепису населення США в 2010 році селище мало площу 3,18 км², з яких 3,17 км² — суходіл та 0,01 км² — водойми.

## Демографія
Згідно з переписом 2010 року, у селищі мешкали 1063 особи в 407 домогосподарствах у складі 299 родин. Густота населення становила 335 осіб/км².  Було 417 помешкань (131/км²).
Расовий склад населення:
| - 96,0 % — білих - 0,9 % — корінних американців - 0,4 % — азіатів - 0,2 % — чорних або афроамериканців - 1,7 % — осіб інших рас |

До двох чи більше рас належало 0,8 %. Частка іспаномовних становила 3,0 % від усіх жителів.
За віковим діапазоном населення розподілялося таким чином: 27,8 % — особи молодші 18 років, 60,2 % — особи у віці 18—64 років, 12,0 % — особи у віці 65 років та старші. Медіана віку мешканця становила 36,6 року. На 100 осіб жіночої статі у селищі припадало 94,3 чоловіків;  на 100 жінок у віці від 18 років та старших — 95,2 чоловіків також старших 18 років.
Середній дохід на одне домашнє господарство  становив 67 513 долари США (медіана — 61 406), а середній дохід на одну сім'ю — 73 113 долари (медіана — 67 125). Медіана доходів становила 49 125 доларів для чоловіків та 35 417 доларів для жінок. За межею бідності перебувало 9,9 % осіб, у тому числі 17,6 % дітей у віці до 18 років та 7,3 % осіб у віці 65 років та старших.
Цивільне працевлаштоване населення становило 516 осіб. Основні галузі зайнятості: виробництво — 29,5 %, освіта, охорона здоров'я та соціальна допомога — 19,2 %, роздрібна торгівля — 7,6 %, фінанси, страхування та нерухомість — 6,0 %.